# خوسيه ماريا راميريز
خوسيه ماريا راميريز (بالإسبانية: José María Ramírez)‏ هو لاعب كرة قدم مكسيكي، ولد في 27 يوليو 1982.

## وصلات خارجية
- خوسيه ماريا راميريز على موقع قاعدة بيانات كرة القدم.إي يو (الإنجليزية)